# إنجيل يوحنا
إنجيل يوحنا،(1) ويسمى أيضًا الإنجيل وفقًا ليوحنا هو رابع الأناجيل القانونية، ورابع كتب العهد الجديد، وهو سرد تخطيطي للغاية لفترة خدمة يسوع، يحوي سبع «آيات» تنذر بقيامة يسوع، بلغت ذروتها في إحياء لعازر، وسبع خطابات «أنا هو»، تُتوّج بإعلان توما عن يسوع القائم قائلًا «ربي وإلهي». حددت الآيات الختامية للإنجيل الغرض من كتابته، «لِتُؤْمِنُوا أَنَّ يَسُوعَ هُوَ الْمَسِيحُ ابْنُ اللهِ، وَلِكَيْ تَكُونَ لَكُمْ إِذَا آمَنْتُمْ حَيَاةٌ بِاسْمِهِ».
هناك اختلاف حول تاريخ كتابة الإنجيل، والرأي الأرجح أنه كُتب بين عامي (90–115م)، ويقول آخرون أنه وصل إلى شكله النهائي بين عامي (90 - 110م)، على الرغم من أنه يحتوي على علامات نشأة تعود إلى عام 70 ميلادي وربما قبل ذلك. مثل الأناجيل الثلاثة الأخرى، فهو مجهول الهوية، على الرغم من أنه يحدد «تلميذًا أحبه يسوع» بصفته مصدراً لتقاليده. على الأرجح نشأ داخل «مجتمع يوحناوي»، وبما أنه يرتبط ارتباطًا وثيقًا من حيث الأسلوب والمحتوى برسائل يوحنا الثلاث، فإن معظم العلماء يتعاملون مع الكتب الأربعة، إلى جانب كتاب الرؤيا، كمجموعة واحدة تُدعى أدب يوحنا، وإن لم يكن من نفس المؤلف. يبدو أن هذه المؤلفات معنية بقضايا الجدل بين الكنيسة والكنيس في وقت كتابتها.
قسّمَ العلماء إنجيل يوحنا إلى أربعة أقسام حسب موضوع كل منها: المقدمة، سفر الآيات، سفر المجد، والخاتمة التي تتضمن الإصحاح 21 المُثير للجدل. يتحدث الإنجيل بشكل مباشر عن ألوهية يسوع ويُعرفّه في المقدمة على أنه «كلمة الله» أي اللوغوس، ويُصوّر صلب يسوع بأنه تمجيد له من خلال عودته إلى الآب. لا يتضمن الإنجيل معلومات مفصلة عن الأسرار المقدسة المسيحية، بل يحوي عدداً قليلاً من الإشارات التي تدل على المعمودية، وأخرى تدل على الأفخارستيا تتلخص في عظة خبز الحياة و‌غسل المسيح لأرجل تلاميذه. يركّز إنجيل يوحنا على الفرد وعلاقته بيسوع بدلًا من الجماعة، ويدعو إلى «الثبات في المسيح»، وبدلًا من تفسير الآخرة على أنها نهاية الزمان، يُظهر إيمانًا بالأخرويَّات المحققة التي تعني خدمة يسوع والحفاظ على إرثه الدائم. يتحدث الإنجيل بشكل مُختلف عن العلاقة بين يسوع و‌يوحنا المعمدان، ويجعل خدمتيهما متداخلتين، ولا يذكر معمودية يسوع على يد يوحنا، بل يجعل يوحنا خاضعًا ليسوع. يُجادل بعض العلماء كذلك أن إنجيل يوحنا يرتبط مع المسيحية الغنوصية، ويتجلّى ذلك في عدة آيات تُشير إلى أفكار ومعتقدات تتبناها الغنوصية، مثل فكرتي أن الخلاص يأتي من الإيمان والمعرفة، والمخلّص الذي جاء من عالم آخر ووعد بأخذ المؤمنين به إلى مسكن سماوي.
يختلف إنجيل يوحنا عن الأناجيل الإزائية الثلاثة، متى و‌مرقس و‌لوقا، في مادته وأسلوبه ولاهوته وتسلسله الزمني. ويذكر إنجيل يوحنا عدة حوادث فريدة في حياة يسوع غير مذكورة في الثلاثة الأُخرى، مثل عرس قانا و‌المسيح والمرأة السامرية و‌إحياء لعازر و‌شكوك توما وعدّة أحداث في العشاء الأخير من بينها الوصية الجديدة، لكنه في المقابل يفتقر لعدة أحداث مذكورة في الأناجيل الإزائية مثل معمودية يسوع ودعوة الرسل الإثني عشر وطرد الأرواح الشريرة و‌العظة على الجبل و‌التجلي، كما أنه لا يتضمّن أمثالًا ليسوع بل قصصًا مجازية ورمزية. ويُشير إلى استمرار خدمة يسوع لثلاثة سنوات بدلًا من سنة واحدة كما ذُكر في الأناجيل الإزائية، وقد أظهرَ الإنجيل يسوع أكثرَ انفتاحًا على إعلان ألوهيته للتلاميذ.

## التأليف والإعداد

### التأليف
إن كاتب إنجيل يوحنا، مثل كل الأناجيل، مجهول. تشير الآيتان 21: 24-25 إلى تلميذ محبوب، ويقول الإنجيل عنه: «هذَا هُوَ التِّلْمِيذُ الَّذِي يَشْهَدُ بِهذَا وَكَتَبَ هذَا. وَنَعْلَمُ أَنَّ شَهَادَتَهُ حَقٌّ. وَأَشْيَاءُ أُخَرُ كَثِيرَةٌ صَنَعَهَا يَسُوعُ، إِنْ كُتِبَتْ وَاحِدَةً وَاحِدَةً، فَلَسْتُ أَظُنُّ أَنَّ الْعَالَمَ نَفْسَهُ يَسَعُ الْكُتُبَ الْمَكْتُوبَةَ. آمِينَ». حدد التقليد المسيحي المبكر هذا التلميذ على أنه يوحنا الرسول، لكن معظم العلماء تخلوا عن هذه الفرضية أو تمسكوا بها بشكل ضئيل. على سبيل المثال، الإنجيل مكتوب باللغة اليونانية بشكل جيد ويعرض لاهوتًا متطورًا، وبالتالي من غير المحتمل أن يكون من عمل صياد بسيط. تشير هذه الآيات إلى أن جوهر الإنجيل يعتمد على شهادة (ربما تكون مكتوبة) من «التلميذ الذي يشهد»، كما جُمعت وحُفظت وأُعيدَ تشكيلها من قِبل جماعة من الأتباع («نحن» في المقطع)، وأن واحدً منهم («أنا») أعاد ترتيب هذه المادة وربما أضاف الإصحاح الأخير ومقاطع أخرى لإنتاج الإنجيل النهائي.(2)
يعتقد معظم العلماء أن إنجيل يوحنا وصل إلى شكله النهائي في الفترة بين عامي (90 - 110) بعد الميلاد. نظرًا لتاريخه المعقد، ربما كان هناك أكثر من مكان واحد للتأليف، وبينما كان المؤلف على دراية بالعادات والتقاليد اليهودية، فإن توضيحه المتكرر لهذه العادات يعني أنه كتب لسياق مختلط يهودي / أممي أو يهودي خارج فلسطين. ربما يكون المؤلف قد استند إلى «مصدر آيات» (مجموعة من المعجزات) للإصحاحات من 1 إلى 12، و«مصدر آلام» لقصة اعتقال يسوع وصلبه، و«مصدر أقوال» للخطابات، لكن هذه الفرضيات محل نقاش كبير. ويبدو أن يوحنا قد تأثر بإنجيليّ مرقس ولوقا، حيث يشاركهما بعض المفردات ومجموعات الحوادث المرتبة بالترتيب نفسه، لكن المصطلحات الرئيسية من تلك الأناجيل غائبة أو شبه معدومة، مما يعني أنه إذا كان يعرفهم فسيشعر بالحرية في الكتابة بشكل مستقل. كانت الكتب المقدسة العبرية مصدرًا مهمًا، ويقتبس منها 14 قولًا مباشرًا (27 من مرقس، 54 من متى، 24 من لوقا)، ويزداد تأثيرها بشكل كبير عندما تُضمّن التلميحات والأصداء. لكن غالبية اقتباسات يوحنا المباشرة لا تتفق تمامًا مع أي نسخة معروفة من الكتب المقدسة اليهودية.

### الإعداد: نقاش مجتمع اليوحناويين
فسّر الكثير من العلماء في القرن العشرين إنجيل يوحنا ضمن نموذج مجتمع اليوحناويين، بمعنى أن الإنجيل نشأ من مجتمع مسيحي في أواخر القرن الأول طُردوا من الكنيس اليهودي (ربما يعني المجتمع اليهودي) بسبب إيمانهم بيسوع باعتباره المسيح اليهودي الموعود به. هذا التفسير، الذي رأى المجتمع على أنه طائفي في الأساس ويقف خارج التيار الرئيسي للمسيحية المبكرة، تعرض لتحديات متزايدة في العقود الأولى من القرن الحادي والعشرين، ويوجد حاليًا نقاش كبير حول السياق الاجتماعي والديني والتاريخي للإنجيل. ومع ذلك، فإن أدب يوحنا (المكون من الإنجيل، ورسائل يوحنا الثلاث، والرؤيا) يكشف عن مجتمع متميّز عن الثقافة اليهودية التي نشأ منها بينما يُنمّي تكريسًا شديدًا ليسوع باعتباره الكشف النهائي عن الله الذي كانوا على اتصال وثيق به من خلال الفارقليط.

## التركيب والمحتوى
يرى غالبية العلماء أربعة أقسام في إنجيل يوحنا: المقدمة (1: 1-18)، سرد لخدمة يسوع يُطلق عليه غالبًا «سفر الآيات» (1: 19-12: 50)، قصة الليلة الأخيرة ليسوع مع تلاميذه والآلام والقيامة والتي تسمى أحيانًا «سفر المجد» (13: 1-20: 31)، والخاتمة (20: 30-31)؛ يضاف إلى هذه الخاتمة الإصحاح 21، الذي يعتقد معظم العلماء أنه لم يكن جزءًا من النص الأصلي.
- تتضمن المقدمة شرحًا عن الهوية الحقيقية ليسوع، كلمة الله الذي من خلاله خُلق العالم واتخذ شكلاً بشريًا؛[45] جاء إلى اليهود ورفضوه، ولكن «كُلُّ الَّذِينَ قَبِلُوهُ (دائرة المؤمنين المسيحيين) فَأَعْطَاهُمْ سُلْطَانًا أَنْ يَصِيرُوا أَوْلاَدَ اللهِ».[46]
- سفر الآيات (خدمة يسوع): اعتمد يسوع، ودعا تلاميذه، وبدأ خدمته على الأرض.[47] إنه يسافر من مكان إلى آخر لإبلاغ مستمعيه عن الله الآب في خطابات طويلة، ويقدم الحياة الأبدية لكل من سيؤمن، ويصنع المعجزات التي هي علامات على أصالة تعاليمه، ولكن هذا يخلق توترات مع السلطات الدينية (يتجلى ذلك في وقت مبكر كما تذكر الآيات 5: 17-18)، التي قررت أنه يجب القضاء عليه.[47][12]
- يذكر سفر المجد عودة يسوع إلى أبيه السماوي، فهو يروي كيف يُجهّزُ تلاميذَه لحياتهم القادمة دون حضوره الجسدي والصلاة من أجله ومن أجلهم، تليها خيانته واعتقاله ومحاكمته وصلبه وما بعد كظهورات القيامة.[12]
- تحدد الخاتمة الغرض من الإنجيل، وهو «لِتُؤْمِنُوا أَنَّ يَسُوعَ هُوَ الْمَسِيحُ ابْنُ اللهِ، وَلِكَيْ تَكُونَ لَكُمْ إِذَا آمَنْتُمْ حَيَاةٌ بِاسْمِهِ».[2]
- الإصحاح 21، الملحق، يخبرنا عن ظهور يسوع بعد القيامة في الجليل، ومعجزة صيد الأسماك، ونبوءة صلب بطرس، ومصير التلميذ المحبوب.[2]

التركيب تخطيطي للغاية: هناك سبع «آيات» بلغت ذروتها في إحياء لعازر (تنذر بقيامة يسوع)، وسبعة أقوال وخطابات «أنا هو»، بلغت ذروتها في إعلان توما عن يسوع القائم من بين الأموات على أنه «ربي وإلهي» (وهي ذات العبارة dominus et deus التي استخدمها الإمبراطور دوميتيان كإشارة على تاريخ الخلق).

## اللاهوت

### طبيعة يسوع
يتبنّى إنجيل يوحنا النظرة التصاعدية في دراسة طبيعة يسوع، حيثُ يصوّره على أنه «إلهي، موجود منذ الأزل، واحد مع الله». يتحدث بصراحة عن دوره الإلهي وينقل عنه العبارة التي استعلمها الله «أهيه الذى أهيه» عندما يكتب عن سبع جمل بدأها المسيح بـ «أنا هو»:
- «أَنَا هُوَ  خُبْزُ الْحَيَاةِ» (6:35)
- «أَنَا هُوَ نُورُ الْعَالَمِ» (8:12)
- «أَنَا بَابُ الْخِرَافِ» (10:7)
- «أَنَا هُوَ الرَّاعِي الصَّالِحُ» (10:11)
- «أَنَا هُوَ الْقِيَامَةُ وَالْحَيَاةُ» (11:25)
- «أَنَا هُوَ الطَّرِيقُ وَالْحَقُّ وَالْحَيَاةُ"» (14:6)
- «أَنَا الْكَرْمَةُ الْحَقِيقِيَّةُ» (15:1)

ومع ذلك، يتفق العلماء على أنه في نفس الوقت الذي يعتبر فيه يوحنا يسوع المسيح إلهًا، فهو كذلك يُخضعهُ بشكل واضح للإله الواحد.

### الكلمة
في المقدمة، يحدد الإنجيل أن يسوع هو «اللوغوس» أو «الكلمة». في الفلسفة اليونانية القديمة، كان مصطلح «لوغوس» يشير إلى «التفكير العقلاني» أو «الحجة» أو «المنطق»، وصنّفهُ أرسطو ضمن وسائل الإقناع الثلاثة. وكان هذا المعنى مشابهًا للمفهوم العبري حول «حكمة الله» و«رفيق الله ومساعده الحميم في الخلق». قام الفيلسوف اليهودي الهلنستي فيلو بدمج هذين الاصطلاحين عندما وصف اللوغوس بأنه خالق للعالم المادي ووسيط الله فيه، وسمّاه «بكر الله». وفقًا لستيفن هاريس، عدّل الإنجيل وصف فيلو للشعارات، مطبقًا إياه على يسوع باسم «الكلمة المتجسد».
وهناك تفسير آخر هو أن مفهوم اللوغوس يستند إلى مفهوم الكلمة الإلهية الموجودة في الترجوم (الترجمة الآرامية للكتاب المقدس)، حيثُ تشير هذه «الكلمة» إلى تفاعل الله مع العالم (بدءًا من الخلق) وخاصة مع قومه، على سبيل المثال أُنقذَ بني إسرائيل من مصر من خلال «كلمة الرب».

### صلب يسوع
تصوير صلب يسوع وموته في إنجيل يوحنا فريد من نوعه بين الأناجيل الأربعة. فهو لا يعتمد على لاهوت الفداء الذي يُشير إلى موت المسيح نيابةً عن العالم، بل يصوّر الحادثة على أنها تمجيد للمسيح من خلال عودته إلى الآب. حيثُ يحوي الإنجيل ثلاث آيات تنبّأ فيها يسوع كيف سيُمجّد و«يُرفع إلى السماء»، بدلًا من ثلاث آيات موجودة في الأناجيل الإزائية تتحدث عن تنبؤ يسوع بآلامه وتعذيبه. وبخصوص استخدام إنجيل يوحنا تعبيرَ «رَفْع» (رُفع ابن الإنسان، ارتفعتُ إلى السماء) (وهو باليونانية: ὑψωθῆναι, hypsōthēnai)، فذلك يحتمل معنيين، حيثُ رُفعَ يسوع جسديًا عن الأرض عند صلبه، وفي نفس الوقت، تمجّدَ ومُجّد.

### الأسرار المقدسة
يختلف العلماء حول ما إذا كان يوحنا يشير إلى الأسرار المقدسة وكيف تمّ ذلك، ولكن العلماء الحاليين يشيرون إلى أن هناك عدد قليل جدًا من مثل هذه الإشارات الممكنة، لكنها تقتصر على سِرَّيْ المعمودية والقربان المقدس. وفي الواقع، استنادًا للباحث ريتشارد باوكهام، لا توجد أي علامة مميزة في إنجيل يوحنا تشير إلى الأفخارستيا في العشاء الأخير، حيثُ تحدّث يوحنا بدلًا من ذلك عن غسل المسيح لأقدام تلاميذه، كما لا يتضمن العهد الجديد أي رواية واضحة بشكل لا لبس فيه عن العلاقة المباشرة بين المعمودية والولادة الجديدة.

### الفردية
بالمقارنة مع الأناجيل الإزائية، فإن الإنجيل الرابع فردي بشكل ملحوظ، بمعنى أنه يركز على علاقة الفرد بيسوع أكثر من تركيزه على الطبيعة الجماعية للكنيسة. ويُمكن ملاحظة ذلك من التركيب النحوي الثابت الموجّه للفرد في الأقوال المأثورة ليسوع المذكورة في هذا الإنجيل.(3) وفقًا لريتشارد بوكهام، فإن التركيز على انضمام المؤمنين إلى مجموعة جديدة عند اعتناقهم المسيحية، أمر غائب بشكل واضح عن إنجيل يوحنا. يركز إنجيل يوحنا على موضوع «الثبات في المسيح»، أي العلاقة الشخصية الحميمة بين المؤمن ويسوع، حيثُ «يثبت يسوع في المؤمن ويثبت المؤمن في يسوع» كما «يثبت الآب في يسوع ويسوع في الآب».(4) يشير أحد الباحثين إلى أن تركيز إنجيل يوحنا على الفرد يهدف إلى إقناع المؤمن بالآخرة المحققة أو الدينونة الحاضرة، أي أن إشارات العهد الجديد للآخرة والدينونة لا تعني نهاية العالم بل تعني خدمة يسوع وإرثه الدائم. ومع ذلك، فإن علم الأخرويَّات المحققة لا يحل محل توقعات الآخرة المستقبلية «التقليدية»، بل يجب أن يكون مترابطًا بهم فقط.

### يوحنا المعمدان
تختلف رواية الإنجيلي يوحنا بخصوص يوحنا المعمدان، عن الأناجيل الإزائية الثلاثة. ففي هذا الإنجيل لا يُسمّى يوحنا بـ «المعمدان.» تتداخل خدمة يوحنا مع خدمة يسوع؛ كذلك معمودية يسوع لم يرد ذكرها صراحة، ولكن شهادته ليسوع لا لبس فيها. من المؤكد تقريبًا أن كاتب الإنجيل كان يعرف قصة اعتماد يسوع على يد يوحنا ويستخدم ذلك لاهوتيًا. جعل الكاتب يوحنا المعمدان خاضعًا ليسوع، ربما ردًا على أتباع يوحنا المعمدان الذين اعتبروا أتباع يسوع فرعًا من جماعتهم.
في إنجيل يوحنا، يذهب يسوع وتلاميذه إلى يهودا في وقت مبكر من خدمة يسوع قبل سجن يوحنا المعمدان وإعدامه من قبل هيرودس. وقد قادَ يسوع معمودية أكبر من تلك الخاصة بيوحنا. وصف المؤرخون في «ندوة يسوع» هذه الرواية على أنها لا تحتوي على معلومات دقيقة تاريخيًا. وأشاروا إلى أنه من المحتمل أن يوحنا كان له حضور أكبر في ذهن الجمهور من يسوع.

### الغنوصية
في النصف الأول من القرن العشرين، جادل العديد من العلماء، بمن فيهم رودولف بولتمان، أن إنجيل يوحنا له عناصر مشتركة مع الغنوصية. لم تتطور الغنوصية المسيحية بشكل كامل حتى منتصف القرن الثاني، ولذلك بذل المسيحيون الأوائل في القرن الثاني الكثير من الجهد في فحصها ودحضها. إن القول بأن إنجيل يوحنا احتوى على عناصر من الغنوصية، هو افتراض أن الغنوصية قد تطورت إلى مستوى تطلب من يوحنا الرد عليها والتفاعل معها. جادل بولتمان، على سبيل المثال، بأن الفكرة الافتتاحية لإنجيل يوحنا حول اللوغوس، جنبًا إلى جنب مع ثنائية يوحنا بين النور والظلمة في إنجيله، كانت في الأصل موضوعات غنوصية اعتمدها يوحنا. بينما قال علماء آخرون (على سبيل المثال، ريموند إي.براون) بأن موضوع اللوغوس الأزلي ينشأ من الكتابات اليهودية القديمة في الفصل الثامن من سفر الأمثال، وقد طُوّرَ بالكامل كموضوع في اليهودية الهلنستية بواسطة فيلو جوديوس. وقد أدى اكتشاف مخطوطات البحر الميت في قمران إلى إثبات الطبيعة اليهودية لهذه المفاهيم. اقترح المؤرخ أبريل ديكونيك أن الآية 8:56 في إنجيل يوحنا دعمٌ للاهوت الغنوصي، لكن دراسات أخرى ألقت بظلال من الشك على مفهوم الآية.
قرأ الغنوصيون إنجيل يوحنا لكنهم فسروه بطريقة مختلفة عن غيرهم. تؤمن العقيدة الغنوصية بأن الخلاص يأتي من المعرفة السرية «غنوسيس»، فهُم لم يروا يسوع على أنه مخلص، بل على أنه مصدر للمعرفة. يؤكد العالم برنابس ليندرز أن الإنجيل يعلّم أن الخلاص لا يمكن تحقيقه إلا من خلال الحكمة المعلنة، وعلى وجه التحديد الإيمان بيسوع.
يدعي ريموند براون أن "تصوير يوحنا لمخلص جاء من عالم غريب في الأعلى، والذي قال إنه لا هو ولا أولئك الذين قبلوه كانوا من هذا العالم، ووعد بالعودة ليأخذ المؤمنين به إلى مسكن سماوي، يمكن تصنيفه ضمن تصوّر الغنوصية للعالم (مع أن محبة الله للعالم المذكورة في 3:16 لا يمكن تصنيفها كذلك)". وقد اقتُرحَ أن أوجه التشابه بين إنجيل يوحنا والغنوصية قد تنبع من الجذور المشتركة في أدب الوحي [الإنجليزية] اليهودي.

## نصوص مختلف فيها
(إنجيل يوحنا 8: 59) "فَرَفَعُوا حِجَارَةً لِيَرْجُمُوهُ. أَمَّا يَسُوعُ فَاخْتَفَى وَخَرَجَ مِنَ الْهَيْكَلِ مُجْتَازًا فِي وَسْطِهِمْ وَمَضَى هكَذَا." التراجم العربية التي كتبت المقطع ''الفانديك'' التي حذفته ''الحياة'' ''المشتركة'' ''البولسية'' ''المبسطة'' ''اليسوعية'' ''الكاثوليكية'' المخطوطات التي حذفته بردية 66 و 75 والفاتيكانية وبيزا وكثير من مخطوطات الفلجاتا والقبطي الصعيدي
(إنجيل يوحنا 16: 16) "بَعْدَ قَلِيل لاَ تُبْصِرُونَنِي، ثُمَّ بَعْدَ قَلِيل أَيْضًا تَرَوْنَنِي، لأَنِّي ذَاهِبٌ إِلَى الآبِ»." التراجم العربية التي كتبت المقطع ''الفانديك''  والتي حذفت ''الحياة'' ''المشتركة '' ''اليسوعية'' ''المبسطة'' ''البولسية'' ''الكاثوليكية'' المخطوطات التي حذفته بردية 66 والسينائية والفاتيكانية وبيزا وواشنطون والقبطي الصعيدي وسبب الحذف هو خطأ ناسخ بالحذف كعادة نساخ النص الاسكندري
(إنجيل يوحنا 11: 41) "فَرَفَعُوا الْحَجَرَ حَيْثُ كَانَ الْمَيْتُ مَوْضُوعًا، وَرَفَعَ يَسُوعُ عَيْنَيْهِ إِلَى فَوْقُ، وَقَالَ: «أَيُّهَا الآبُ، أَشْكُرُكَ لأَنَّكَ سَمِعْتَ لِي،" التراجم العربية التي كتبت المقطع ''الفانديك'' اما التي حذفت المقطع ''الحياة'' ''المشتركة'' ''المبسطة'' ''البولسية '' ''اليسوعية '' ''الكاثوليكية '' الحذف قد يكون خطأ نسخي بسبب ان عين الناسخ انتقلت من اون الي اوس وحذف المقطع
(إنجيل يوحنا 8: 59) "فَرَفَعُوا حِجَارَةً لِيَرْجُمُوهُ. أَمَّا يَسُوعُ فَاخْتَفَى وَخَرَجَ مِنَ الْهَيْكَلِ مُجْتَازًا فِي وَسْطِهِمْ وَمَضَى هكَذَا." التراجم العربية التي كتبت المقطع ''الفانديك'' التي حذفته ''الحياة'' ''المشتركة'' ''البولسية'' ''المبسطة'' ''اليسوعية'' ''الكاثوليكية'' فهو ببساطة خطأ من النساخ الذين يميلون للحذف وقد يكون السبب عدم فهم النساخ لمعني انه اختفي وجاز في الوسط في قراءة صعبة فاكتفوا بتعبير اختفي وخرج من الهيكل
(إنجيل يوحنا 1: 27) هُوَ الَّذِي يَأْتِي بَعْدِي، الَّذِي صَارَ قُدَّامِي، الَّذِي لَسْتُ بِمُسْتَحِقّ أَنْ أَحُلَّ سُيُورَ حِذَائِهِ»." التراجم العربية التي كتبت المقطع ''الفانديك''  ''المشتركة '' ''المبسطة'' التي حذفته ''الحياة''  ''البولسية'' ''اليسوعية'' ''الكاثوليكية''لمخطوطات التي حذفته بردية 66 و 75 من القرن الثالث والسينائية و الفاتيكانية من القرن الرابع والترجمة القبطي الصعيدي ,مخطوطة واشنطن بها نص غير صحيح وهم من ضمن الاصحاحات المفقوده ومكتوبة مره ثانية

## مقارنة مع كتابات أخرى

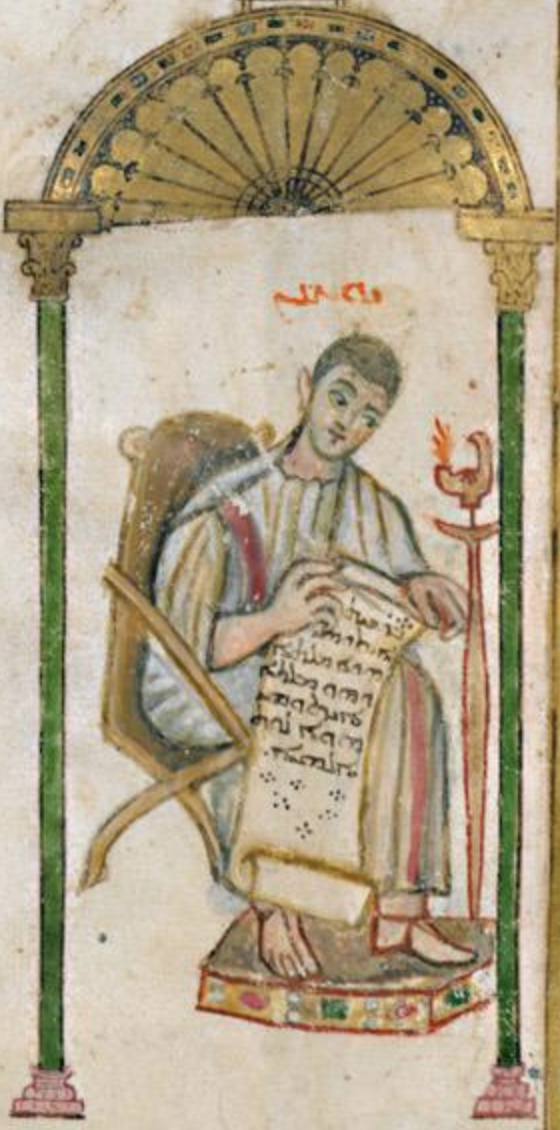
أيقونة مسيحية سريانية تصوّر يوحنا الإنجيلي، موجودة ضمن مخطوطة «إنجيل رابولا» وهي ترجمة سريانية للأناجيل الأربعة.

### الأناجيل الإزائية
يختلف إنجيل يوحنا اختلافًا كبيرًا عن الأناجيل الإزائية الثلاثة في اختيار مادته، وتركيزه اللاهوتي، وتسلسله الزمني، وأسلوبه الأدبي، مع بعض الاختلافات التي تصل إلى حد التناقض. فيما يلي بعض الأمثلة على الاختلاف بين إنجيل يوحنا وباقي الأناجيل فيما يخص المواد التي يتضمنونها:
| مواد موجودة في الأناجيل الإزائية وغائبة عن إنجيل يوحنا | مواد موجودة في إنجيل يوحنا وغائبة عن الأناجيل الإزائية         |
| ------------------------------------------------------ | -------------------------------------------------------------- |
| الأمثال القصصية                                        | الحكايات الرمزية                                               |
| ملكوت الله                                             | التعليم حول الحياة الأبدية                                     |
| خطاب نهاية الزمان (متى 24 و25، مرقس 13، ولوقا 21       | التركيز على علم الأخرويَّات المحققة                              |
| الصلاة الربية والعظة على الجبل                         | الوصية الجديدة وخطاب الوداع في العشاء الأخير (الإصحاحات 14-17) |
| تعميد يوحنا المعمدان ليسوع                             | التفاعل بين يوحنا المعمدان ويسوع                               |
| تأسيس الأفخارستيا                                      | عظة خبز الحياة                                                 |
| تجلي يسوع                                              | ظهور المسيح لتلاميذه في العلية                                 |
| تجربة المسيح على الجبل                                 | عمل الشيطان من خلال يهوذا الإسخريوطي بصفته خصمًا للمسيح         |
| طرد يسوع للأرواح الشريرة                               | لا يُذكر أي طرد للأرواح الشريرة                                 |

في الأناجيل الإزائية، تستمر خدمة يسوع (الفترة بين المعمودية والعشاء الأخير) لمدّة عام واحد تقريبًا، بينما أشارَ إنجيل يوحنا إلى استمرارها ثلاثة أعوام، حيثُ يتّضح ذلك من ذكر ثلاثة أعياد فصح خلال فترة الخدمة. كما أن ترتيب الأحداث يختلف بين إنجيل يوحنا والأناجيل الإزائية، مثل تاريخ الصلب، وسكب قارورة الطيب على المسيح من قبل امرأة في بيت عنيا، وتطهير المسيح للهيكل الذي يشير يوحنا إلى حدوثه تقريبًا في بداية خدمة يسوع وليس نهايتها.
يتفرد إنجيل يوحنا بالعديد من الحوادث غير المذكورة في الأناجيل الإزائية، مثل عرس قانا، ولقاء المسيح والمرأة السامرية قُرب البئر، وإحياء لعازر، ويعتقد معظم العلماء أن المؤلف استمدها من مصدر مستقل يسمى «إنجيل الآيات»، واستمدّ خطابات يسوع من «مصدر أقوال» ثانٍ، ومقدمة الإنجيل من ترنيمة سابقة. يستخدم الإنجيل على نطاق واسع الكتب المقدسة اليهودية: يقتبس يوحنا منها مباشرةً ويشير إلى شخصيات يهودية مهمة، ويستخدم حكايات منها كأساس للعديد من الخطابات. كان يوحنا أيضًا على دراية بمصادر غير يهودية: على سبيل المثال، اشتُقَّ شعار المقدمة («فِي الْبَدْءِ كَانَ الْكَلِمَةُ، وَالْكَلِمَةُ كَانَ عِنْدَ اللهِ») من المفهوم اليهودي للوغوس ومن الفلاسفة اليونانيين. يتطرّق الإصحاح السادس من الإنجيل إلى تيه بني إسرائيل، ويلمّح كذلك إلى المعتقدات الرومانية اليهودية الغامضة، ويلمّح الإصحاح الرابع إلى المعتقدات السامرية المسيانية.
يفتقر إنجيل يوحنا إلى مشاهد من الأناجيل الإزائية مثل معمودية يسوع، دعوة الرسل الاثني عشر، وطرد الأرواح الشريرة، والأمثال والتجلي. ويذكر الإنجيل أيضًا أحداثًا مميزة أخرى مثل زيارات عديدة ليسوع إلى أورشليم وغسل يسوع لأرجل تلاميذه.
في الإنجيل الرابع، لم يُحدّد بشكل دقيق اسم مريم العذراء، والدة يسوع، رغم تكرار ذكرها. أكّد يوحنا أن يسوع كان معروفًا باسم «ابن يوسف» في الآية 6:42، وبالنسبة ليوحنا، لم تَحظَ مدينة أصل يسوع بأهمية، لأن يسوع المسيح يأتي من ما وراء هذا العالم، من الله الآب.
لا يذكر الإنجيل بشكل مباشر معمودية يسوع، لكنه يقتبس من وصف يوحنا المعمدان لنزول الروح القدس على هيئة حمامة، تمامًا مثل رواية الأناجيل الإزائية. هناك عدة خطابات وعظات ليسوع غائبة عن هذا الإنجيل لكنها موجودة في الأناجيل الإزائية، مثل العظة على الجبل وكلمات يسوع فوق جبل الزيتون عن نهاية العالم والدينونة، بالإضافة إلى طرد المسيح للأرواح الشريرة. لم يذكر إنجيل يوحنا جميع الرسل الاثني عشر، لكنّه يذكر رسولًا غير موجود في الأناجيل الإزائية وهو نثنائيل، والذي غالبًا ما يُعتقد أنه ذاته برثولماوس. يتكلم إنجيل يوحنا كذلك عن شكوك الرسول توما في قيامة يسوع بعد ظهوره للتلاميذ، وهو حدث غير مذكور في الأناجيل الإزائية، وأصبح ذلك يُعرف باسم «توما المشكك».
في إنجيل يوحنا، يُعرَف يسوع باسم «الكلمة» (اللوغوس)، وهذه الكلمة فُسّرت على أنها «الإله»؛ لم يُذكر هذا الأمر في الأناجيل الإزائية. في إنجيل مرقس، حثّ يسوع تلاميذه على الاحتفاظ بسر ألوهيته، لكن في إنجيل يوحنا بدا أكثر انفتاحًا على إعلان ذلك حتى أنه عرّف عن نفسه بعبارة «أنا هو»، وهي العبارة التي أطلقها الله على نفسه عندما أعلنَ نفسه لموسى في سفر الخروج. في الأناجيل الإزائية، كان الموضوع الرئيسي لبشارة يسوع هو «ملكوت الله» (أو «ملكوت السموات» في إنجيل متى)، بينما ركز يوحنا على أن يسوع مصدر للحياة الأبدية ولم يذكر الملكوت إلا مرتين فقط. وبخلاف تصوّر الأناجيل الإزائية للملكوت (حيثُ تستخدم تعبير باروسيا الذي يعني المجيء الثاني للمسيح)، ركّز يوحنا بشكل أكبر على الإيمان بالدينونة الحاضرة التي تتمثل في خدمة الفرد ليسوع وإرثه الدائم.(5)
في الأناجيل الإزائية، عادة ما تكون الاقتباسات من يسوع على شكل أقوال قصيرة وبليغة؛ بينما في إنجيل يوحنا، غالبًا ما تكون الاقتباسات أطول. والمفردات بين الاثنين مختلفة أيضًا، ومليئة بالمعنى اللاهوتي، ففي يوحنا لا يصنع يسوع «معجزات»، بل «آيات» تكشف عن هويته الإلهية. ويرى معظم الباحثين بالإضافة للموسوعة الكاثوليكية والموسوعة البريطانية أن إنجيل يوحنا لا يحتوي أيّة أمثال. بل يحتوي قصصًا وحكايات رمزية ومجازية، مثل قصتي الراعي الصالح والكرمة الحقيقية، حيث ينطبق كل عنصر فردي على شخص معين أو جماعة أو شيء. يقترح باحثون آخرون مجموعة من القصص لتكون أمثالًا، مثل قصّتي المرأة التي تلد (16:21) وحبّة الحنطة. (12:24).
بحسب الأناجيل الإزائية، كان القبض على يسوع ردة فعل على تطهيره للهيكل، بينما يقول يوحنا أن سبب ذلك هو إحياء لعازر. كما أن الأناجيل الإزائية صوّرت الفريسيين على أنهم موحّدون ويعملون بشكل قانوني ومُعادون ليسوع، بينما أظهرهم يوحنا على أنهم مُنقسمون بشدة، ويدخلون في مناظرات في الكثير من الأحيان. حتى أن بعضهم مثل نيقوديموس، ذهبوا إلى التعاطف جزئيًا مع يسوع. يُعتقد أن تصوير يوحنا للفريسيين أكثر دقة من الناحية التاريخية، باعتبار أنهم جعلوا الحوار أحد مبادئ معتقداتهم.

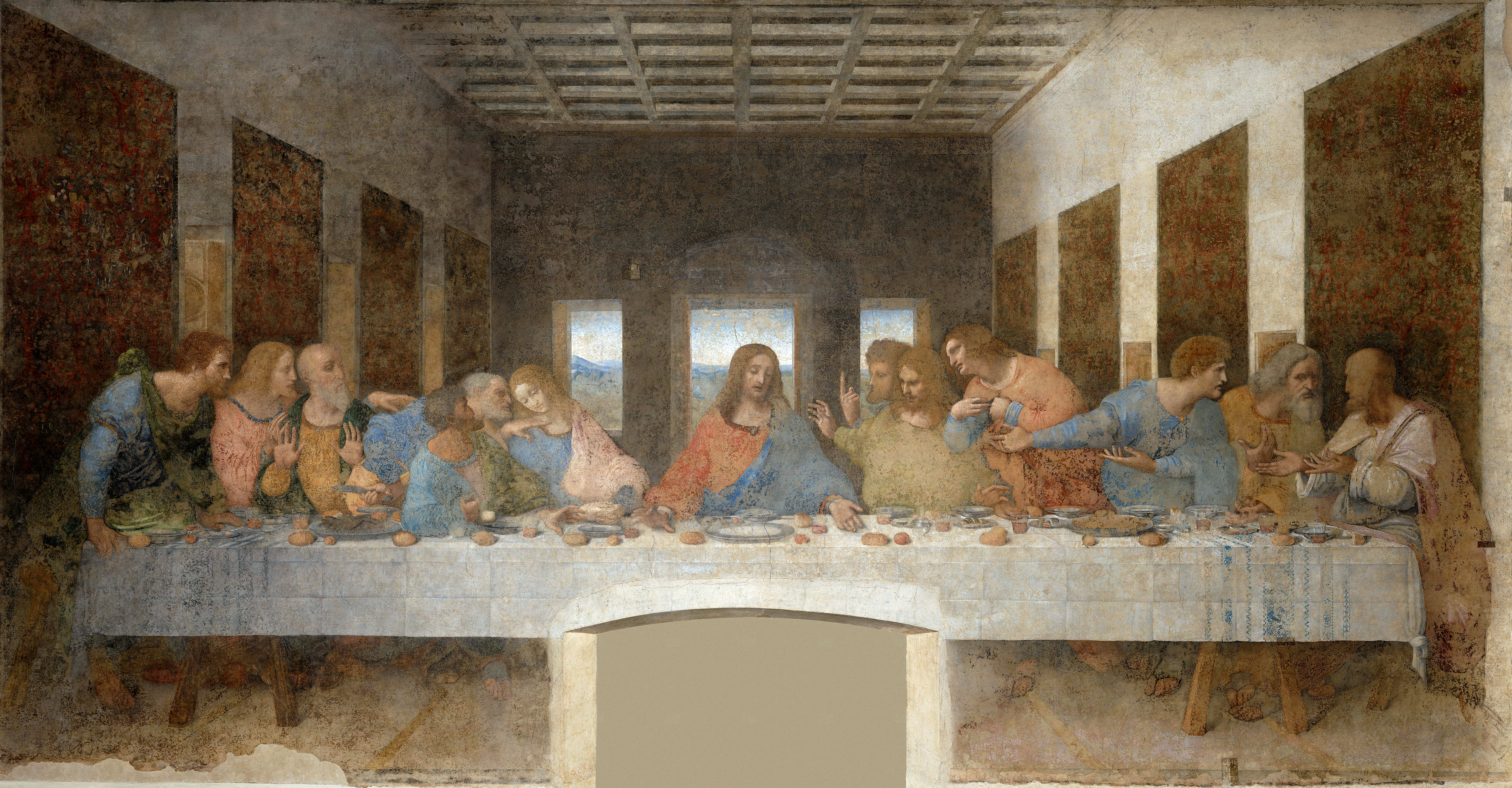
العشاء الأخير بريشة ليوناردو دا فينشي (1498).

يتضمّن إنجيل يوحنا عدة موادًا فريدةً غير مذكورةٍ في الأناجيل الثلاثة الأخرى بخصوص العشاء الأخير للمسيح مع تلاميذه، حيثُ يذكر إلقاء يسوع موعظة مطوّلة للتلاميذ.(يوحنا 14-16) وكانت بمثابة خطاب وداع، مثلما يترك الأب أو الزعيم تعاليمًا ووصايا لأولاده أو أتباعه وهوَ على فراش الموت. أعطى يسوع وصية جديدة لتلاميذه وقتئذ: «وَصِيَّةً جَدِيدَةً أَنَا أُعْطِيكُمْ: أَنْ تُحِبُّوا بَعْضُكُمْ بَعْضًا. كَمَا أَحْبَبْتُكُمْ أَنَا تُحِبُّونَ أَنْتُمْ أَيْضًا بَعْضُكُمْ بَعْضًا.».(يوحنا 13:34)
يُظهر إنجيل يوحنا كذلك اختلافًا مع رسائل بولس، فبدلًا من التركيز على الجماعة، يركز يوحنا على علاقة الفرد الشخصية بالله.

### أدب يوحنا
يُظهر إنجيل يوحنا تشابهًا قويًا مع رسائل يوحنا في اللاهوت والأسلوب. كما ويُربط تقليديًا بينهما وبين رؤيا يوحنا، ولكنها مختلفة عن الإنجيل والرسائل في اللاهوت وأسلوب الكتابة. كُتبت الرسائل في وقت متأخر عن الإنجيل، وبينما يعكس الإنجيل القطيعة بين جماعة يوحنا المسيحية واليهود، تُظهر رسالة يوحنا الأولى أن جماعة يوحنا نفسها قد تفككت: «مِنَّا خَرَجُوا، لكِنَّهُمْ لَمْ يَكُونُوا مِنَّا، لأَنَّهُمْ لَوْ كَانُوا مِنَّا لَبَقُوا مَعَنَا. لكِنْ لِيُظْهَرُوا أَنَّهُمْ لَيْسُوا جَمِيعُهُمْ مِنَّا» (الآية 2: 19) بحسب العلماء كان هذا الانفصال بسبب الكرستولوجيا، أي «معرفة المسيح»، أو بشكل أدق «فهم طبيعة المسيح». فأولئك الذين «خرجوا» لم يتمكنوا من إدراك يسوع على أنه المسيح، حيث قلّلوا من أهمية خدمته الأرضية وأنكروا الأهمية الخلاصية لموت يسوع على الصليب. تُجادل رسائل يوحنا ضد هذا الرأي، وتؤكد على الوجود الأبدي لابن الله، والطبيعة الخلاصية لحياته وموته، والمفاهيم الأخرى في النظرة التصاعدية لطبيعة المسيح.

### الموثوقية التاريخية
تختلف تعاليم يسوع المسجّلة في الأناجيل الإزائية عن تلك المسجلة في إنجيل يوحنا، ولهذا السبب، اتفق العلماء بالإجماع تقريبًا منذ القرن التاسع عشر أن التعاليم والخطابات في إنجيل يوحنا هي أقل احتمالًا بأن تكون واقعية تاريخيًا من تلك المسجّلة في الأناجيل الإزائية، وكُتبَت على الأرجح لأغراض لاهوتية. مع ذلك، يتفق العلماء عادة على أن إنجيل يوحنا لا يخلو من القيمة التاريخية بالكامل: فبعض الأقوال في يوحنا هي بنفس قدم أو أقدم من نظيراتها في الأناجيل الإزائية، حيثُ أن وصفه لطبوغرافيا أورشليم يتفوق على وصف الأناجيل الإزائية، وقوله أن يسوع أُعدمَ قبل -وليس في- عيد الفصح، يبدو أكثر دقة، كذلك كلامه عن عذاب يسوع في بستان جثسيماني، والاجتماع الذي سبق ذلك الذي عُقدَ من قبل السلطات اليهودية، هو ربما أكثر مصداقية تاريخيًا من النظائر في الأناجيل الإزائية.

## في المخطوطات
سُجّلت آيات من إنجيل يوحنا مثل باقي أسفار العهد الجديد على عدّة مخطوطات مكتوبة باللغة اليونانية، قُسّمَت إلى أربعة أصناف: المخطوطات بالحروف الكبيرة المنفصلة، المخطوطات بالحروف الصغيرة المتصلة، القراءات الكتابية، والبرديات. تتضمن تلك المكتوبة بالحروف الكبيرة، أربعة مخطوطات تُعرف بـ «الكبيرة» تتضمّن كامل نصّ العهد الجديد وهي المخطوطة السينائية والمخطوطة الفاتيكانية والمخطوطة الإسكندرانية وسفر أفرام. بينما تُعدّ البرديات أقدم نُسَخ باقية عن العهد الجديد والشواهد الورقية الأولى عليه، وتتضمّن أكثر من 130 بردية من بينها حوالي 30 تضمّنت مقاطعًا من إنجيل يوحنا. وتُعتبر البردية 52 أقدم نصّ مُكتشف عن الأناجيل القانونية وبشكل خاص إنجيل يوحنا، لكنها غير مكتملة، بينما البردية 66 المتضمّنة أجزاءً من إنجيل يوحنا والبردية 75 المتضمّنة أجزاءً من إنجيلي يوحنا ولوقا تُعدّان الأكثر اكتمالًا ولا زالتا موجودتين بشكل سليم. فيما يلي قائمة بالبرديات التي تحوي مقاطعًا من إنجيل يوحنا.
| رقم البردية | تاريخ الكتابة المتوقع | مقاطع إنجيل يوحنا المكتوبة                                                                                            | مكان الاحتفاظ                                                 | صورة |
| ----------- | --------------------- | --- | ------------------------------------------------------------- | ---- |
| 2           | 500-600               | 12:12-15 | المتحف الأثري الوطني بفلورنسا، إيطاليا                        |      |
| 5           | 200-300               | 1:23-31، 33-40، 16:14-30، 20:19-20، 22، 25                                                                            | المكتبة البريطانية، بريطانيا                                  |      |
| 6           | 300-400               | 10:1-2، 11:1-8، 11:45-52                                                                                              | المكتبة الوطنية الجامعية، فرنسا                               |      |
| 22          | 200-300               | 15:25-16:2، 16:21-32                                                                                                  | مكتبة جامعة غلاسكو، بريطانيا                                  |      |
| 28          | 200-300               | 6:8-12، 6:17-22 | معهد متحف فلسطين، مدرسة المحيط الهادئ للدين، الولايات المتحدة |      |
| 36          | 500-600               | 3:14-18، 3:31-32، 3:34-35                                                                                             | المكتبة اللورنتية، إيطاليا                                    |      |
| 39          | 200-300               | 8:14-21 | متحف الكتاب المقدس بواشنطن، الولايات المتحدة                  |      |
| 44          | 500-700               | 10:8-14 | متحف المتروبوليتان للفنون، الولايات المتحدة                   |      |
| 45          | 200-300               | 4:51-54، 5:21-24، 10:7-25، 10:30-11:10، 11:18-36، 11:42-57                                                            | مكتبة تشستر بيتي، أيرلندا                                     |      |
| 52          | 125-175               | 18:31-33، 18:37-38 | مكتبة جامعة مانشستر، بريطانيا                                 |      |
| 55          | 500-700               | 1:31-33، 1:35-38 | المكتبة الوطنية النمساوية، النمسا                             |      |
| 59          | 600-700               | 1:26، 28، 48، 51، 2:15-16، 11:40-52، 12:25-29، 31، 35، 17:24-26، 18:1-2، 16-17، 22، 21:7، 12-13، 15، 17-20، 23        | مكتبة ومتحف مورغان، الولايات المتحدة                          |      |
| 60          | 600-700               | 16:29-30، 16:32-17:6، 8-9، 11-15، 18-25، 18:1-2، 4-5، 7-16، 18-20، 23-29، 31-37، 39-40، 19:2-3، 5-8، 10-18، 20، 23-26 | مكتبة ومتحف مورغان، الولايات المتحدة                          |      |
| 63          | 500-525               | 3:14-18، 4:9-10 | متحف ولاية برلين، ألمانيا                                     |      |
| 66          | 200-225               | 1:1-6:11، 6:35-14:26، 29-30، 15:2-26، 16:2-4، 6-7، 16:10-20:20، 22-23، 20:25-21:9، 12، 17                             | مكتبة بودمر، كانتون جنيف، سويسرا                              |      |
| 75          | 200-225               | 1:1-11:45، 11:48-57، 12:3-13:19، 14:8-15:10                                                                           | مكتبة الفاتيكان، إيطاليا                                      |      |
| 76          | 500-600               | 4:9، 4:12 | المكتبة الوطنية النمساوية، النمسا                             |      |
| 80          | 200-300               | 3:34 | سانتا ماريا دي مونتسيرات، إسبانيا                             |      |
| 84          | 500-600               | 5:5، 17:3، 17:7-8 | جامعة لوفان الكاثوليكية، بلجيكا                               |      |
| 90          | 100-200               | 18:36-19:7 | مكتبة ساكلر بجامعة أكسفورد، بريطانيا                          |      |
| 93          | 400-500               | 13:15-17 | المتحف الأثري الوطني بفلورنسا، إيطاليا                        |      |
| 95          | 200-300               | 5:26-29، 5:36-38 | المكتبة اللورنتية، إيطاليا                                    |      |
| 106         | 200-300               | 1:29-35، 1:40-46 | مكتبة ساكلر بجامعة أكسفورد، بريطانيا                          |      |
| 107         | 200-300               | 17:1-2، 17:11 | مكتبة ساكلر بجامعة أكسفورد، بريطانيا                          |      |
| 108         | 200-300               | 17:23-24، 18:1-5 | مكتبة ساكلر بجامعة أكسفورد، بريطانيا                          |      |
| 109         | 200-300               | 21:18-20، 21:23-25 | مكتبة ساكلر بجامعة أكسفورد، بريطانيا                          |      |
| 119         | 200-300               | 1:21-28، 1:38-44 | مكتبة ساكلر بجامعة أكسفورد، بريطانيا                          |      |
| 120         | 300-400               | 1:5-28، 1:33-38، 1:42-44                                                                                              | مكتبة ساكلر بجامعة أكسفورد، بريطانيا                          |      |
| 121         | 200-300               | 19:17-18، 19:25-26 | مكتبة ساكلر بجامعة أكسفورد، بريطانيا                          |      |
| 122         | 300-500               | 21:11-14، 21:22-24 | مكتبة ساكلر بجامعة أكسفورد، بريطانيا                          |      |
| 128         | 500-700               | 9:3-4، 12:16-18 | متحف المتروبوليتان للفنون، الولايات المتحدة                   |      |
| 134         | 200-400               | 1:49-2:1 | غير معروف                                                     |      |

## في الفن

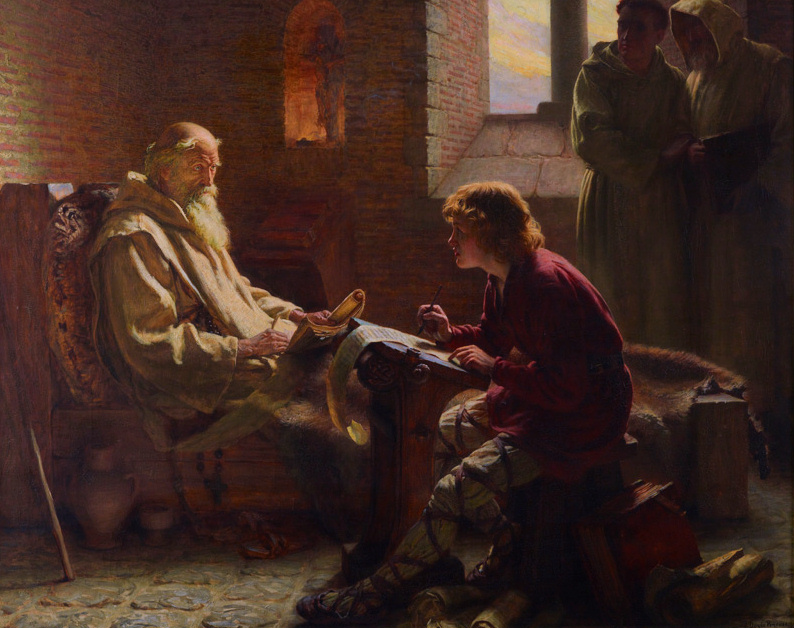
بيدا يترجم إنجيل يوحنا وهو على فراش الموت، بريشة جيمس بنروز (1902).

صُوّرَ إنجيل يوحنا في العديد من الأعمال الأدبية والدرامية مثل الألحان والأفلام والمشاهد القصيرة والمسرحيات خصوصًا مسرحيات آلام المسيح. وكان أحدث عمل فيلم إنجيل يوحنا عام 2014، من رواية ديفيد هاروود وبراين كوكس، وبطولة سيلفا راسالينغام بدور يسوع. صدرَ سابقًا فيلم آخر أيضًا باسم إنجيل يوحنا عام 2003، أخرجهُ فيليب سافيل ورواه كريستوفر بلامر وأدى هنري إيان كوسيك دور يسوع.
في عام 1724 قام يوهان سباستيان باخ بإعداد لحن موسيقي ديني على شكل أوراتوريو يصوّر آلام المسيح كما ذُكرت في إنجيل يوحنا، وأطلق عليه اسم آلام القديس يوحنا. وفي عام 2015، قامَ التحالف الكاثوليكي من أجل التعليم بمناسبة الذكرى العشرين لتأسيسه بتكليف المغني ستيف وارنر بتلحين أغنية «تعال وانظر» (come and see)(6) تتضمّن مقاطعًا مأخوذة من سفر الآيات.

## معرض الصور

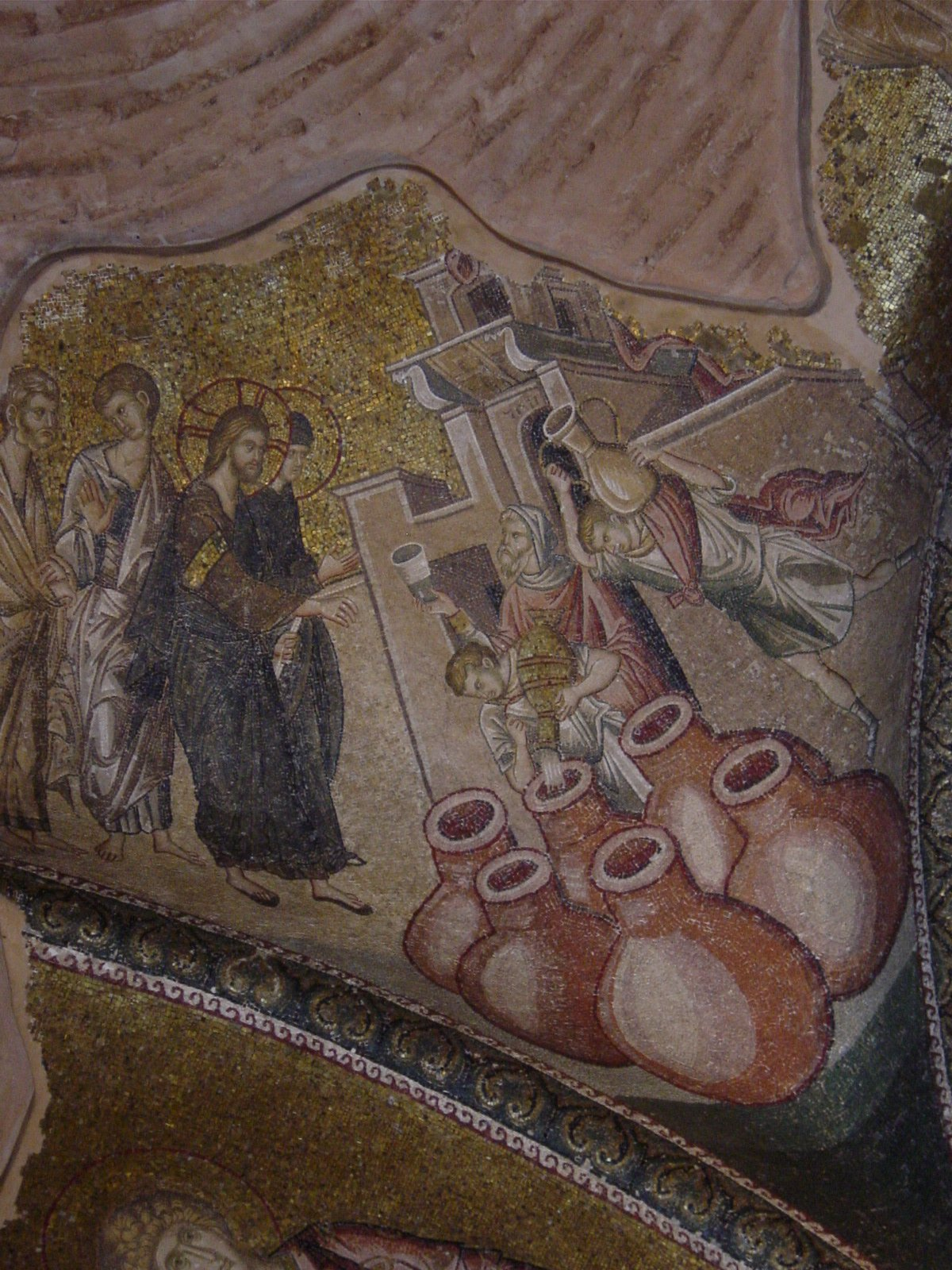
فسيفساء في كنيسة خورا بإسطنبول تصور عرس قانا، الذي أقام فيه يسوع أولى معجزاته وفق المعتقد المسيحي.
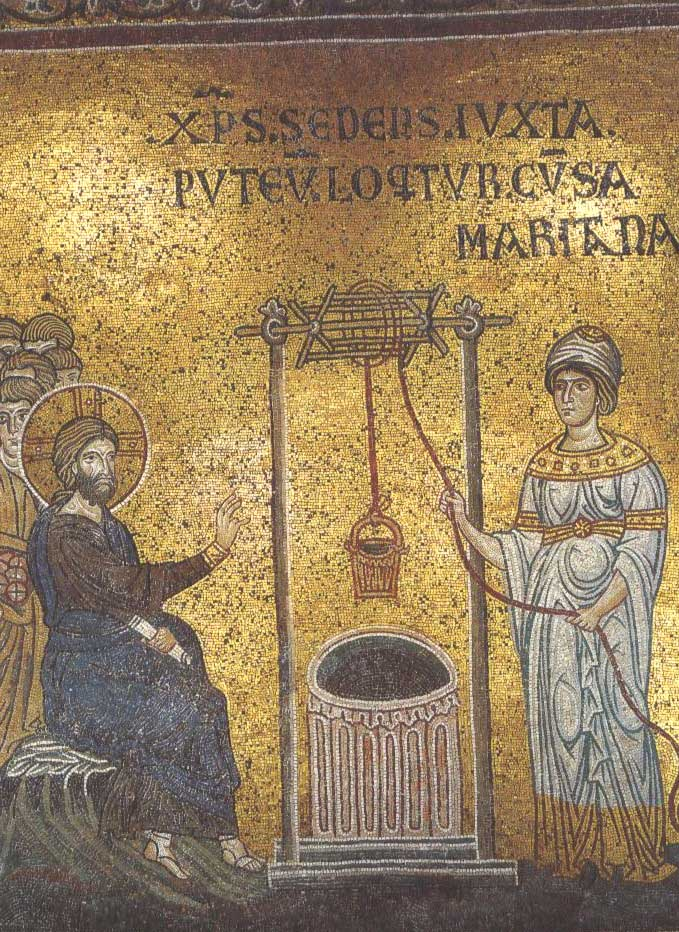
أيقونة تصوّر لقاء المسيح والمرأة السامرية عند البئر
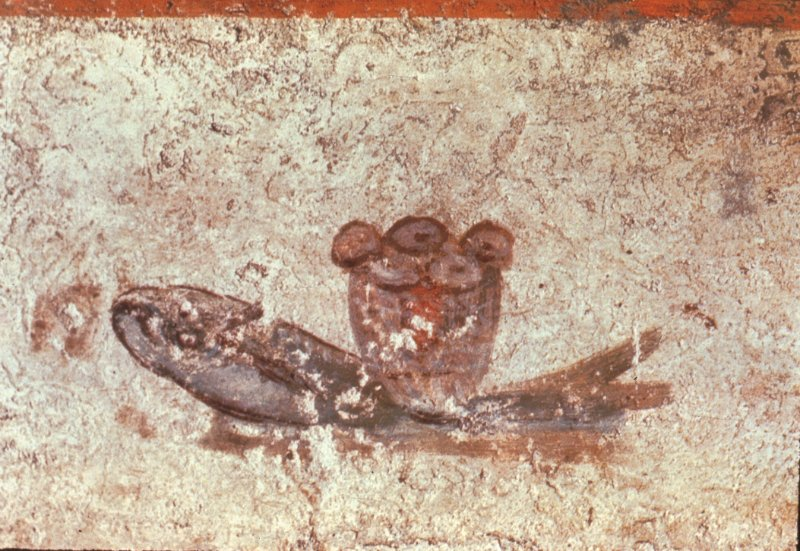
رسم جداري من أوائل القرن الثالث في روما يُصوّر عظة خبز الحياة.
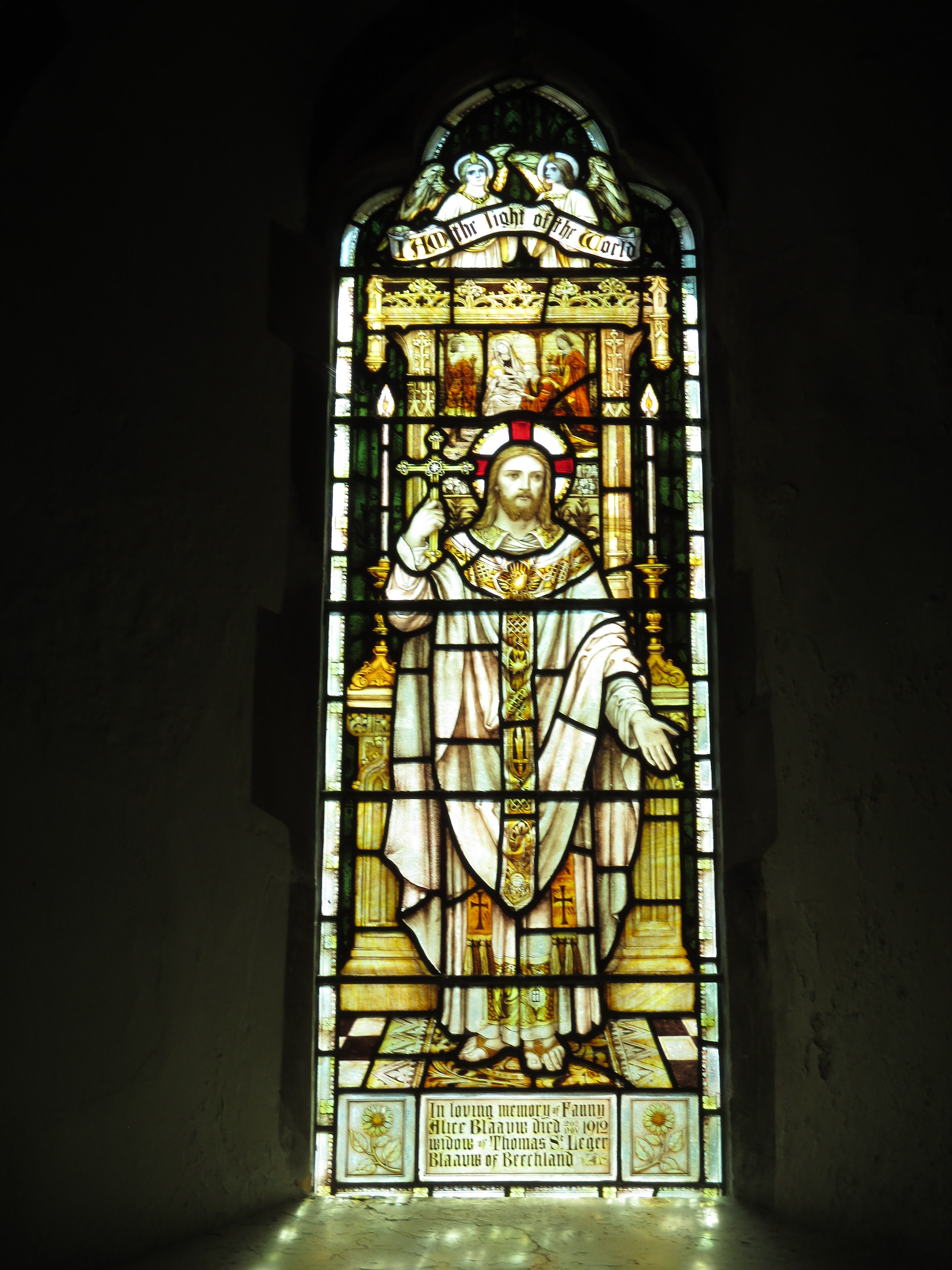
زجاج معشق يصوّر آية «يسوع نور العالم».
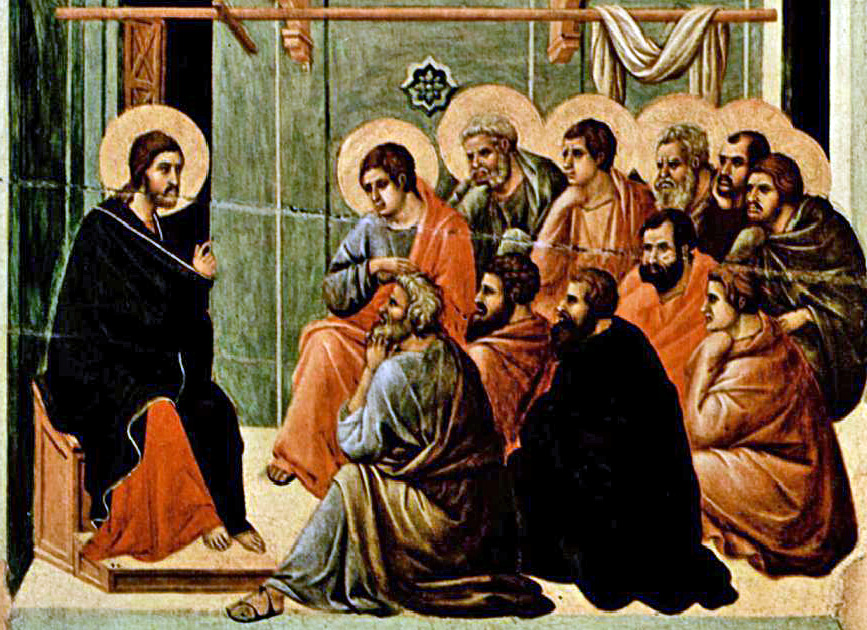
لوحة من عام 1310 تصوّر يسوع وهو يعطي الوصية الجديدة في العشاء الأخير.
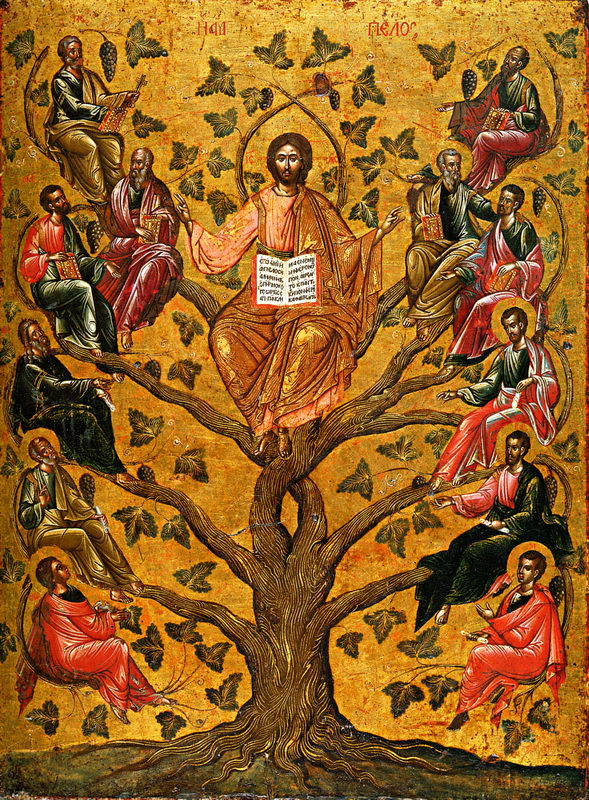
أيقونة من القرن السادس عشر تصوّر يسوع «الكرمة الحقيقية» وتلاميذه «الأغصان».
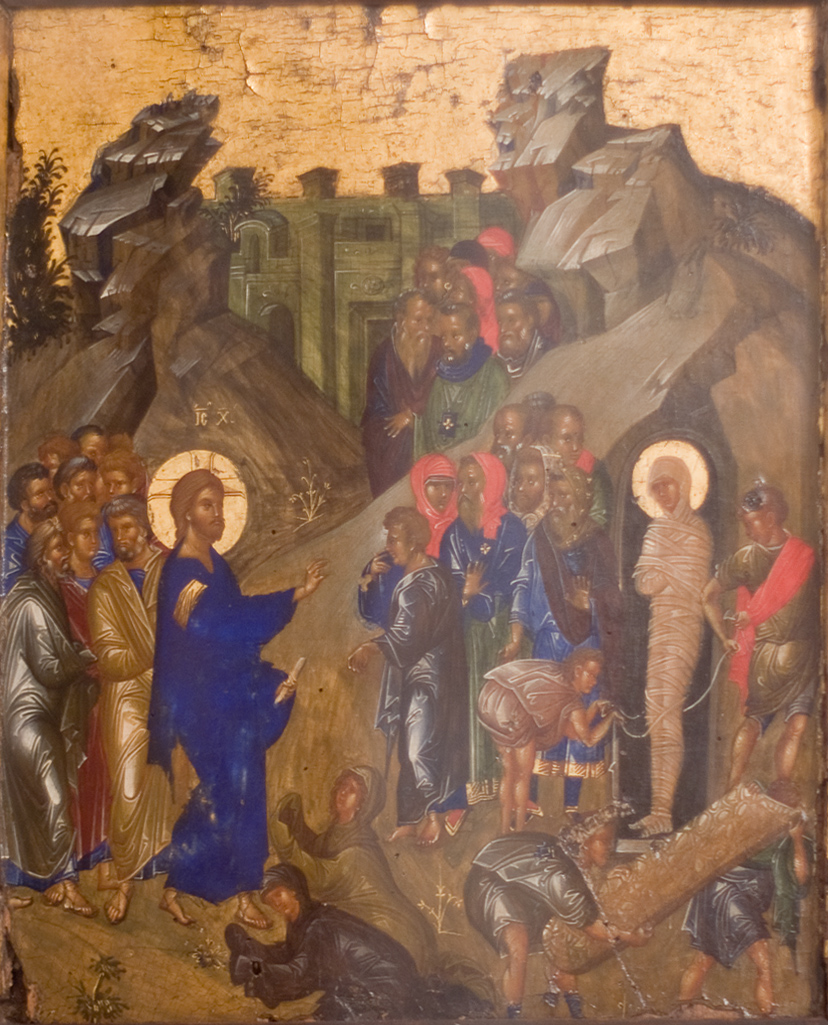
أيقونة بيزنطية من أواخر القرن الرابع عشر تصوّر إحياء لعازر.
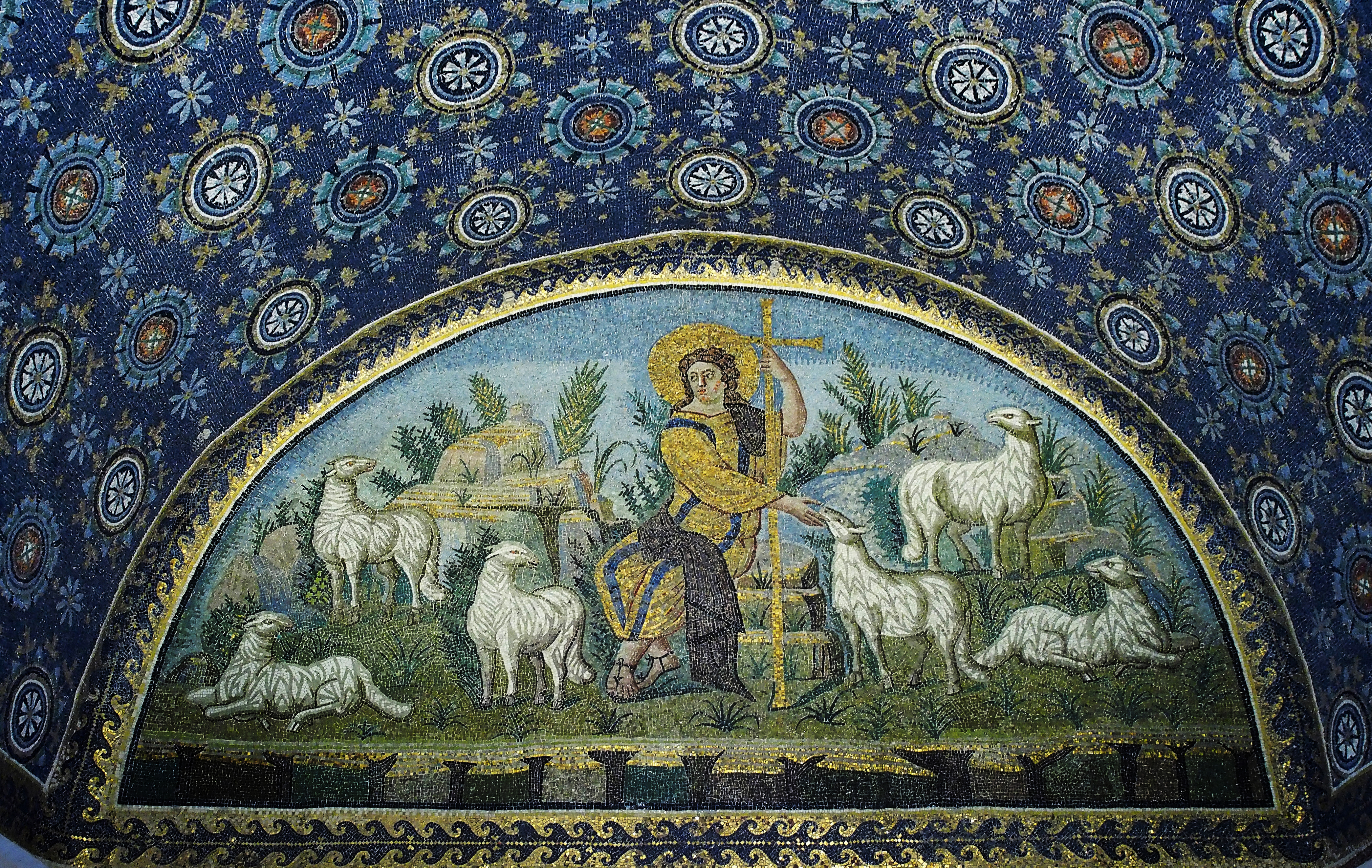
فسيفساء تصور «الراعي الصالح» في ضريح غالا بلاسيديا، رافينا.
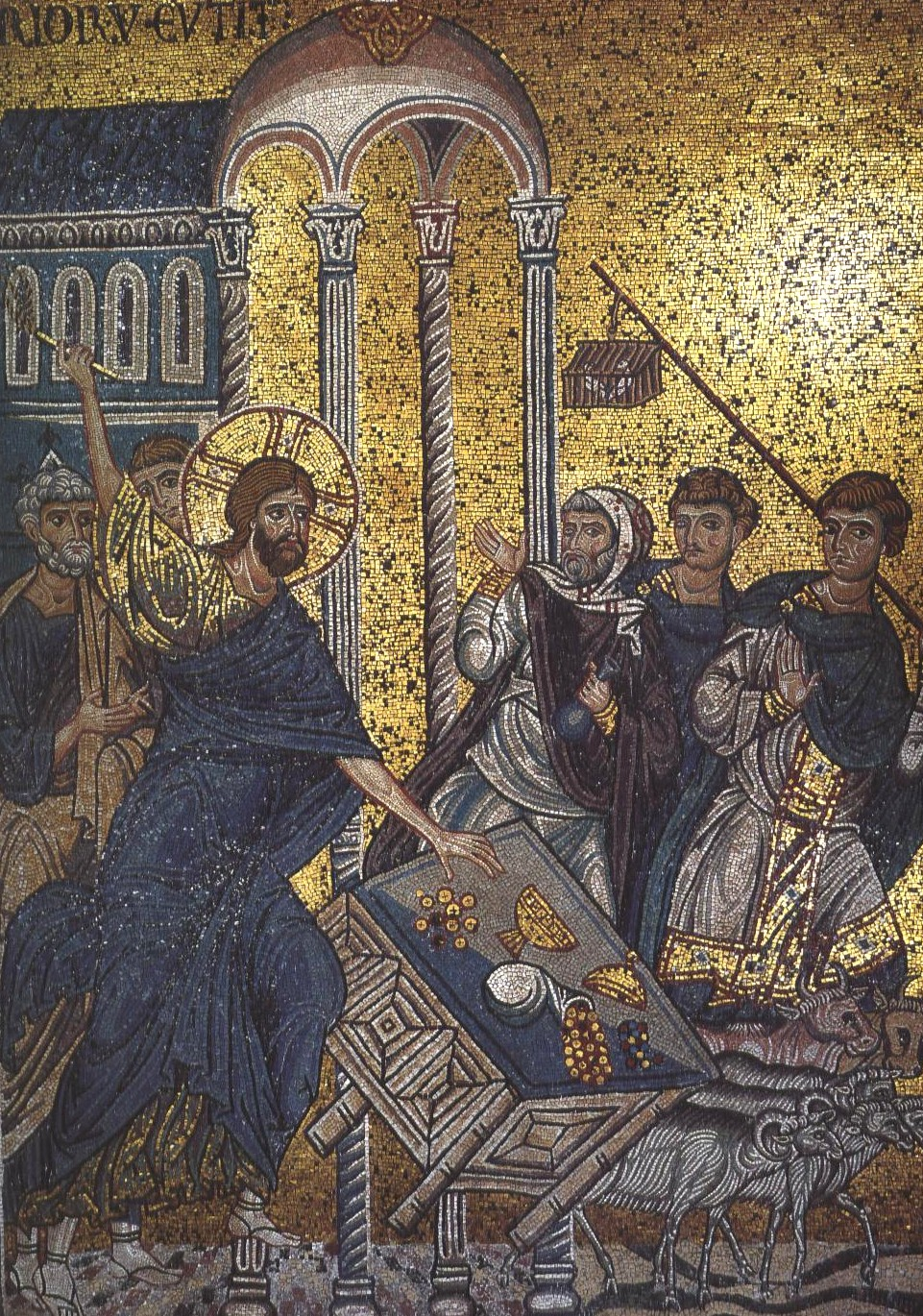
أيقونة تصوّر تطهير المسيح للهيكل.
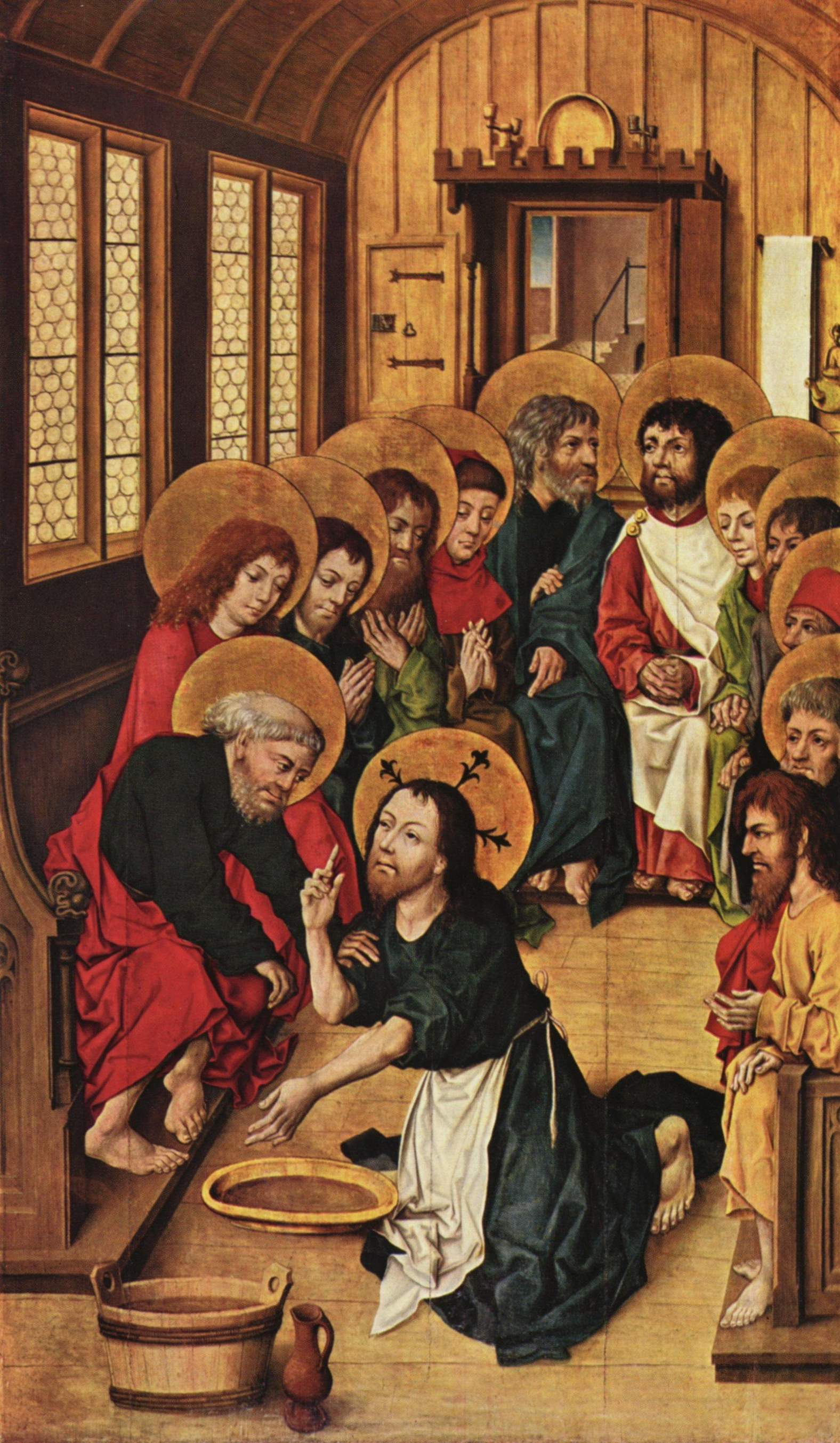
لوحة تصور غسل المسيح لأرجل تلاميذه.
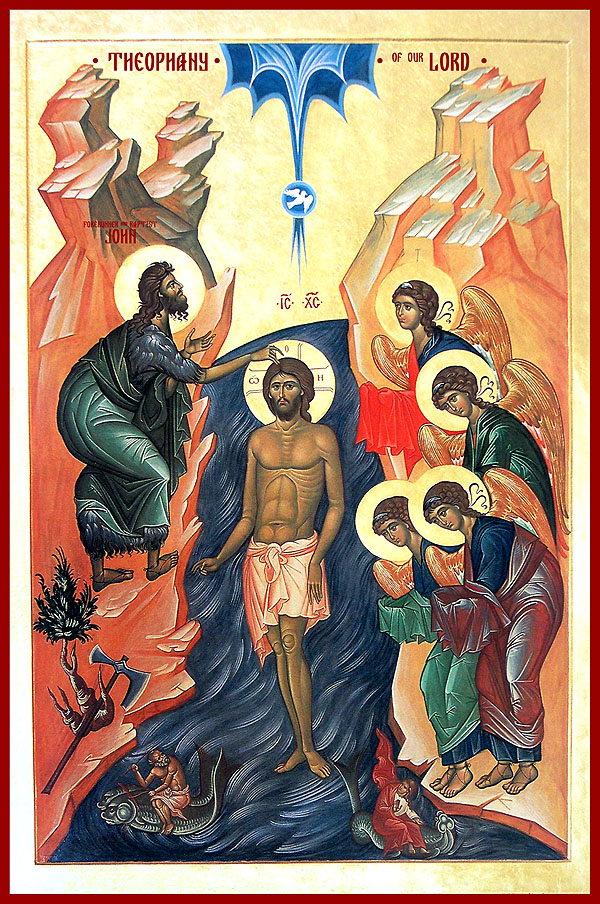
أيقونة تصوّر معمودية يسوع.

### فهرس المراجع
1. 1 2  Witherington 2004، صفحة 83.
2. 1 2 3  Edwards 2015، صفحة 171.
3. ↑  Burkett 2002، صفحة 215.
4. ↑  الكلام 2009، صفحة 216.
5. 1 2  Lincoln 2005، صفحة 18.
6. ↑  Hendricks 2007، صفحة 147.
7. ↑  Reddish 2011، صفحات 13.
8. 1 2 3  Reddish 2011، صفحة 41.
9. ↑  Bynum 2012، صفحة 15.
10. ↑  Harris 2006، صفحة 479.
11. ↑  Lindars 1990، صفحة 53.
12. 1 2 3  Kruse 2004، صفحة 17.
13. 1 2  Moloney 1998، صفحة 23.
14. 1 2  Bauckham 2008، صفحة 126.
15. 1 2  Hurtado 2005، صفحة 51.
16. 1 2  Kysar 2007، صفحة 49–54.
17. 1 2 3  Moule 1962، صفحة 174.
18. 1 2 3  Cross & Livingstone 2005.
19. 1 2 3  Harris 2006.
20. 1 2  Kovacs 1995.
21. 1 2  Brown 1997، صفحة 375.
22. 1 2  Burge 2014، صفحات 236–237.
23. ↑  
  - Reinhartz 2011، صفحة 168
  - Fredriksen 2008
  - Funk 1993
24. 1 2 3 4  Funk, Hoover & Jesus Seminar 1993، صفحات 1–30.
25. 1 2 3 4 5 6 7 8  Burge 2014، صفحات 236–37.
26. ↑  Barry 1911.
27. 1 2  E. McGrath 2006، صفحة 16-22.
28. 1 2 3  Thompson 2006، صفحة 184.
29. ↑  O'Day 1998، صفحة 381.
30. ↑  Lindars, Edwards & Court 2000، صفحة 41.
31. ↑  Kelly 2006، صفحة 115.
32. ↑  Scholz 2009، صفحة 168.
33. ↑  Reddish 2011، صفحة 187-188.
34. ↑  Lincoln 2005، صفحات 29–30.
35. 1 2 3  Fredriksen 2008، صفحة unpaginated.
36. ↑  Valantasis, Bleyle & Haugh 2009، صفحة 14.
37. ↑  Yu Chui Siang Lau 2010، صفحة 159.
38. ↑  Menken 1996، صفحة 11-13.
39. ↑  Lamb 2014، صفحة 2.
40. ↑  Hurtado 2005، صفحة 70.
41. ↑  Kostenberger 2006، صفحة 72.
42. ↑  Lamb 2014، صفحة 2-3.
43. ↑  Bynum 2012، صفحة 7,12.
44. ↑  Attridge 2006، صفحة 125.
45. ↑  Aune 2003، صفحة 245.
46. ↑  Aune 2003، صفحة 246.
47. 1 2  Van der Watt 2008، صفحة 10.
48. ↑  Harris 2006، صفحات 302–10.
49. ↑  Hurtado 2005، صفحات 53.
50. ↑  
  - P. Matsen 1990، صفحة 120
  - Zalta 2003
  - Rahe 1994، صفحة 21
51. ↑  Copleston 2003، صفحة 458–62.
52. ↑  Harris 2005، صفحات 302–10.
53. ↑  John Ronning, The Jewish Targums and John's Logos Theology, Baker, 2010
54. ↑  Bauckham 2015، صفحة 83-84.
55. ↑  Bauckham 2015، صفحة 89,94.
56. 1 2 3 4  Bauckham 2015.
57. ↑  Moule 1962، صفحة 172.
58. ↑  
  - Moule 1962، صفحة 172
  - Bauckham 2015
59. ↑  Barrett 1978، صفحة 16.
60. ↑  Funk & Jesus Seminar 1998، صفحات 365–440.
61. ↑  Funk & Jesus Seminar 1998، صفحة 268.
62. ↑  Olson 1999، صفحة 36.
63. ↑  Kysar 2005، صفحات 88ff.
64. ↑  Brown 1997.
65. ↑  Charlesworth, James H. "The Historical Jesus in the Fourth Gospel: A Paradigm Shift?." Journal for the Study of the Historical Jesus 8.1 (2010): 42
66. ↑  DeConick 2013، صفحة 13–29.
67. ↑  Llewelyn 2018، صفحة 14–23.
68. ↑  Most 2005، صفحات 121ff.
69. ↑  Skarsaune 2008، صفحات 247ff.
70. ↑  Lindars 1990، صفحة 62.
71. ↑  "هل العدد الذي يقول مجتازا في وسطهم ومضي هكذا محرف". www.drghaly.com. مؤرشف من الأصل في 2024-04-19. اطلع عليه بتاريخ 2024-04-15.
72. ↑  "هل العدد الذي يقول لاني ذاهب الي الاب محرف". www.drghaly.com. مؤرشف من الأصل في 2024-04-19. اطلع عليه بتاريخ 2024-04-15.
73. ↑  "هل العدد الذي يقول حيث كان الميت موضوعا محرف". www.drghaly.com. مؤرشف من الأصل في 2024-04-19. اطلع عليه بتاريخ 2024-04-15.
74. ↑  "هل العدد الذي يقول مجتازا في وسطهم ومضي هكذا محرف". www.drghaly.com. مؤرشف من الأصل في 2024-04-19. اطلع عليه بتاريخ 2024-04-16.
75. ↑  "هل العدد الذي يقول الذي يأتي بعدي الذي صار قدامي محرف". www.drghaly.com. مؤرشف من الأصل في 2024-04-19. اطلع عليه بتاريخ 2024-04-16.
76. ↑  Kostenberger 2013.
77. ↑  Hylen 2006، صفحة 142–168.
78. 1 2  Reinhartz 2011، صفحة 168.
79. ↑  Perkins 1993، صفحة 109.
80. ↑  Reinhartz 2011، صفحة 171.
81. ↑  التفسير التطبيقي للعهد الجديد، لجنة من اللاهوتيين، دار تاندل للنشر، بريطانيا العظمى، طبعة أولى، ص.176
82. ↑  Williamson 2004، صفحة 265.
83. ↑  Michaels 1971، صفحة 733.
84. ↑  Fredriksen 2008.
85. ↑  Pagels 2003.
86. ↑  Walvoord 1985، صفحة 313.
87. ↑  Ehrman 2005.
88. ↑  Carson 1991، صفحة 117.
89. ↑  
  - Moule 1962، صفحات 172–74
  - Sander 2015
90. ↑  
  - Barry 1911
  - Barry، William (1913). "Parables". الموسوعة الكاثوليكية. نيويورك: شركة روبرت أبيلتون. اطلع عليه بتاريخ 2016-07-05.
  - von Hügel, Friedrich (1911). "John, Gospel of St" . In Chisholm, Hugh (ed.). Encyclopædia Britannica (بالإنجليزية) (11th ed.). Cambridge University Press. Vol. 15. p. 454.
91. ↑  Zimmermann 2015، صفحات 333–60.
92. ↑  Neusner 2003، صفحة 8.
93. ↑  Funk 1993.
94. ↑  Van der Watt 2008، صفحة 1.
95. ↑  Moloney 1998، صفحة 4.
96. 1 2  Watson 2014، صفحة 112.
97. ↑  Sanders 1995، صفحات 57, 70–71.
98. ↑  Theissen & Merz 1998، صفحات 36–37.
99. ↑  "مخطوطات العهد الجديد | St-Takla.org". st-takla.org. مؤرشف من الأصل في 2017-09-19. اطلع عليه بتاريخ 2020-08-26.
100. ↑  Aland 1994، صفحة 3-17.
101. ↑  Aland 1995.
102. ↑  "Complete List of Greek NT Papyri". web.archive.org. 12 مارس 2014. مؤرشف من الأصل في 2020-08-26. اطلع عليه بتاريخ 2020-08-26.{{استشهاد ويب}}:  صيانة الاستشهاد: BOT: original URL status unknown (link)
103. ↑  "Untitled Document". legacy.earlham.edu. مؤرشف من الأصل في 2020-01-29. اطلع عليه بتاريخ 2020-08-26.
104. ↑  Head، Peter M. (3 يونيو 2015). "Evangelical Textual Criticism: New NT Papyrus Manuscripts". Evangelical Textual Criticism. مؤرشف من الأصل في 2019-09-13. اطلع عليه بتاريخ 2020-08-26.
105. ↑  Wasserman، Tommy (30 نوفمبر 2015). "Evangelical Textual Criticism: New Papyrus (P134) of John: A Report from SBL". Evangelical Textual Criticism. مؤرشف من الأصل في 2019-04-04. اطلع عليه بتاريخ 2020-08-26.
106. ↑  Peter T، Chattaway (26 نوفمبر 2014). "New film based on John's gospel comes to Netflix next week". Patheos.com. مؤرشف من الأصل في 2020-08-20. اطلع عليه بتاريخ 2016-09-21.
107. ↑  إنجيل يوحنا في موقع بوكس أوفيس موجو.
108. ↑  Dürr 2000.
109. ↑  "WLP - Browse Products - Come and See - Warner". مؤرشف من الأصل في 2018-01-17. اطلع عليه بتاريخ 2020-08-20.
110. ↑  Eve 2016، صفحة 135.
111. ↑  Porter & Fay 2018، صفحة 41.
112. ↑  Ladd & Hagner 1993، صفحة 56.